# 花一匁 (曲)
「花一匁」（はないちもんめ）は、日本のロックバンド、BURNOUT SYNDROMESのメジャー3枚目のシングル。2018年2月7日発売。発売元はEPICレコードジャパン。

## 概要
前作「ハイスコアガール」から6ヵ月ぶり、CDシングルとしては「ヒカリアレ」より1年4ヵ月ぶりのシングル。同月21日に発売予定のアルバム「孔雀」の先行シングルとしてリリースされた。
1月22日より「花一匁」単曲の先行配信リリースされ、iTunesでの予約受付がスタートした1月8日以降にiTunesで予約した先着500名にメンバー全員の直筆サイン＆応募者の名前を入れた「スペシャル年賀状」がプレゼントされるといった企画も行われた。
本作の期間生産限定盤（アニメ盤）はアニメ絵柄ジャケット、アニメ絵柄グッズが付属している。

## 収録内容
| 全作詞・作曲: 熊谷和海、全編曲: いしわたり淳治 & BURNOUT SYNDROME。 |                                                                   |          |            |      |
| #                                                                   | タイトル                                                          | 作詞     | 作曲・編曲 | 時間 |
| 1.                                                                  | 「花一匁」(テレビ東京系アニメ『銀魂 銀ノ魂篇』エンディングテーマ) | 熊谷和海 | 熊谷和海   | 4:37 |
| 2.                                                                  | 「夕闇通り探検隊」                                                | 熊谷和海 | 熊谷和海   | 4:45 |
| 合計時間:                                                           | 合計時間:                                                         | 9:22     |            |      |